# Christian Wunderlich (Mediziner)
Christian Wunderlich (* 17. Juni 1806 in Aurich; † 20. Juli 1871 in Winnenden) war ein deutscher Mediziner und Oberamtsarzt.
Christian Wunderlich studierte in Tübingen bei Ferdinand Gottlieb von Gmelin Medizin und wurde 1828 promoviert. Ab 1836 war er als Arzt, später Oberamtsarzt in Winnenden tätig. Dabei engagierte er sich im Vorstand eines Vereins zum Bau eines Krankenhauses. 1863 konnte er mit Hilfe von Spenden ein Privatkrankenhaus für die medizinische Versorgung der ärmeren Einwohner einrichten.
Wunderlich war auch als betreuender Mediziner an der Heilanstalt Winnenthal tätig. Zusammen mit deren Direktor Albert Zeller gab er 1838 das psychiatrische Standardwerk des Belgiers Joseph Guislain Abhandlung über die Phrenopathien oder neues System der Seelenstörungen in deutscher Sprache heraus.
1865 wurde Christian Wunderlich für seine Verdienste zum Ehrenbürger von Winnenden ernannt.
| Personendaten    | Personendaten                        |
| ---------------- | ------------------------------------ |
| NAME             | Wunderlich, Christian                |
| KURZBESCHREIBUNG | deutscher Mediziner und Oberamtsarzt |
| GEBURTSDATUM     | 17. Juni 1806                        |
| GEBURTSORT       | Aurich (Vaihingen an der Enz)        |
| STERBEDATUM      | 20. Juli 1871                        |
| STERBEORT        | Winnenden                            |